# Т-150 (трактор)
Т-150 — сім'я сільськогосподарських енергонасичених гусеничних тракторів загального призначення, що випускається Харківським тракторним заводом з 1970 року.
Також випускається максимально уніфікований з ним сільськогосподарський енергонасичений колісний трактор загального призначення Т-150К. Їхні відмінності полягають у ходових системах, механізмах повороту, рамах, коробках передач (уніфікованих за елементами) і системах управління. Створення сімейства уніфікованих між собою колісних і гусеничних тракторів є складним завданням. В даний час цим шляхом йде компанія Deere & Company (наприклад, John Deere 8120 та John Deere 8120T).

## Модифікації
- Т-150Д — модифікація Т-150 з бульдозерним обладнанням.
- Т-150-05-09 — модифікація Т-150 з двигуном ЯМЗ-236М2-59 потужністю 180 к.с.

## Особливості конструкції
На тракторі Т-150 двигун розташований спереду. До нього кріпиться муфта зчеплення і двопоточна коробка передач, два вихідних вали якої пов'язані карданними передачами з правою і лівою конічними головними передачами, встановленими в задньому мості. Головні передачі з'єднані з планетарними кінцевими передачами, на яких встановлені зірочки гусеничних ланцюгів. Поворот трактора здійснюється двома способами: кінематичним — включенням за допомогою гідропідтискувальних муфт (ГПМ) різних передач лівого і правого бортів, і силовим — зменшенням тиску оливи в ГПМ борта, що відстає. Мінімальний радіус повороту досягається включенням гальма цього борту після повного відключення ГПМ.

### Двигун
Спеціально для трактора Т-150 був розроблений дизельний двигун СМД-60. Двигун шестициліндровий V-подібний, рідинного охолодження з турбонаддувом. Експлуатаційна потужність — 150 к.с. Запуск здійснюється пусковим бензиновим двигуном, який, у свою чергу, запускається електростартером. Після припинення виробництва двигуна СМД-60 на трактор встановлюється безнаддувний шестициліндровий V-подібний, рідинного охолодження двигун ЯМЗ — 236Д3 експлуатаційної потужністю 170 к.с. Запуск електростартерний.

### Трансмісія
Коробка передач має декілька діапазонів (уповільнення, робочий, транспортний і заднього ходу), в кожному з яких 4 (3) передачі, перемикаються ГПМ без розриву потоку потужності. Діапазони перемикаються при зупинці трактора. Крім того, від коробки передач здійснюється привід вала відбору потужності.

### Кабіна
Шумо-, пило-, віброізольована, з 2013 обладнана каркасом безпеки.

### Відмінності від попередника, трактора Т-74
1. Підвищення потужності двигуна вдвічі.
2. Збільшення експлуатаційної маси трактора в півтора рази.
3. Зсув центру ваги вперед щодо середини опорної поверхні. Це дозволяє при додатку сили тяги вирівняти тиск по всій довжині опорної поверхні гусеничного ланцюга. Досягається зміщення за рахунок відділення коробки передач з механізмом повороту від заднього моста і перенесення їх вперед до двигуна.

Ідея зміщення центру ваги вперед простежується на тракторах типу «Челленджер-65» з 1987 року.
1. Коробка передач забезпечує всередині діапазону перемикання передач без розриву потоку потужності. Лівий і правий вихідні вали коробки передач обладнані персональними ГПМ, що з'єднують ці вали з веденими шестернями чотирьох (трьох) передач. При перемиканні передач спочатку включається ГПМ подальшої передачі, потім вимикається ГПМ попередньої передачі. Частку секунди обидва муфти включені, що й забезпечує безрозривність перемикання.
2. При кінематичному способі повороту обидві гусениці залишаються провідними (активними) і вся вага трактора використовується для створення сили тяги.
3. Управління трактором при силовому способі повороту здійснюється кермом.

#### Переваги Т-150 в порівнянні з попередником— гусеничним трактором Т-74
- Збільшення продуктивності тракторного агрегату за рахунок роботи на підвищених швидкостях з більшою силою тяги
- Зменшення шкідливого впливу на ґрунт (тиску і буксування)
- Передача потужності двома потоками дозволила зменшити навантаження, підвищити довговічність вузлів трансмісії, зменшити її габарити та збільшити дорожній просвіт
- Поліпшення умов праці

### Порівняння з трактором Т-150К

#### Недоліки
- Заборона на рух дорогами загального користування з твердим покриттям
- Труднощі при агрегатуванні з важкими навісними знаряддями через коротку базу
- Низькі транспортні швидкості
- Підвищений знос гусеничного ланцюга в сполученні «палець-провушина»

#### Переваги
- Зменшення шкідливого впливу на ґрунт: питомого тиску вдвічі, буксування — в тричі
- Збільшення тягового зусилля на 20-30%
- Підвищення продуктивності тракторного агрегату
- Зниження витрати палива на 10%
- Підвищення безпеки праці